# Fals color
El fals color és la denominació que reben una sèrie de tècniques utilitzades en les tecnologies d'imatge (en astronomia, en imatges de satèl·lit, en imatges mèdiques, exploració o mineria), ja sigui aprofitant per posar en relleu petites variacions corresponents a diferents tons de gris o bé processant senyals amb l'assignació de determinats colors en funció del seu valor.
Aquestes tècniques permeten associar a un rang de gris donat un color específic que té l'únic propòsit de fer més visibles les àrees corresponents. Això de vegades és visible directament a la pantalla del dispositiu, sense haver de passar per un programa informàtic, evitant així un retard en percebre el resultat.

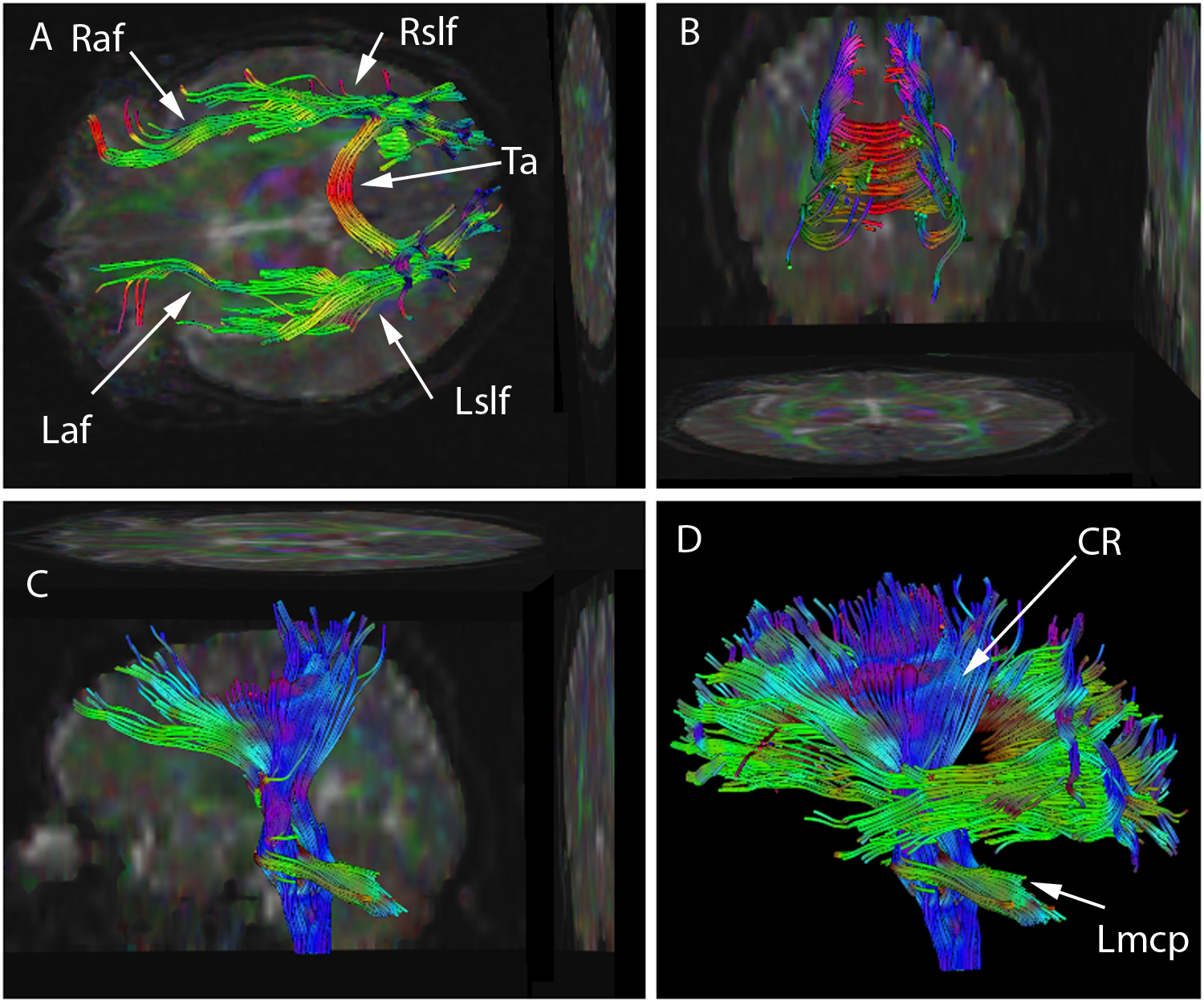
Imatge en fals color de connexions cerebrals.

En altres casos, alguns rangs específics de colors reals (o de longitud d'ona) característics es converteixen en components separats, que quan es barregen produeixen la imatge final en colors falsos. Aquesta tècnica més avançada és molt utilitzada en l'astronomia, geografia, agronomia o per a ús militar i en la presa de fotos del satèl·lit per a l'exploració de la Terra.
A les fotos de satèl·lit la vegetació apareix en verd, però la seva ubicació es porta a terme principalment a través del seu registre en l'infraroig. De fet, la nostra percepció de color està ben adaptada per sobreviure a la Terra però de vegades ens pot interessar modificar-la per adaptar-la millor a altres tasques com les esmentades anteriorment.
És de molta ajuda, ja que la percepció humana del color varia d'un individu a un altre depenent de les característiques de la retina i l'estructura de cons i bastons que dona diferents sensibilitats. A més, els factors genètics poden influir en l'espectre d'absorció de la retina, a causa de la naturalesa i el contingut de pigments fotosensibles lleugerament diferents. Colors falsos poden destacar algunes diferències d'imatge en color sobre la base del que es busca i, per tant, pot augmentar artificialment la sensibilitat de la visió humana del color.

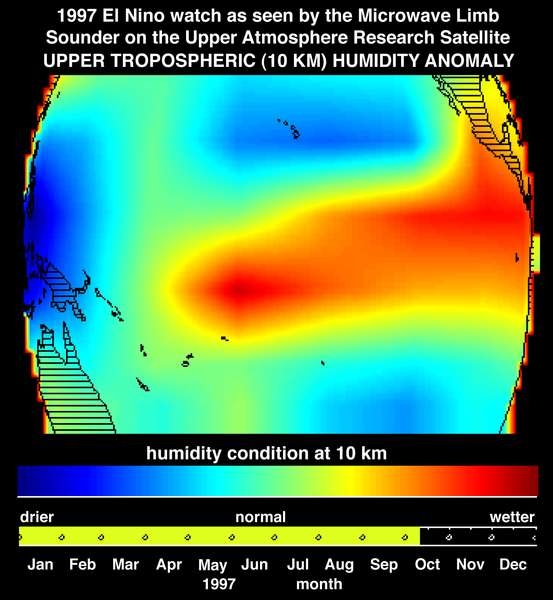
Imatge infraroja de la temperatura del Pacífic durant un episodi de El Niño

En els cercles mèdics, es pot identificar amb major precisió els tumors cancerosos (marcats amb un traçador químic) o les primes conduccions nervioses que es podrien veure afectades per un gest mèdic: la tècnica es pot realitzar en temps real per ajudar el cirurgià o als operadors dels instruments en el tractament de radioteràpia. Els falsos colors també s'utilitzen per a analitzar les imatges digitals de ressonància magnètica o escàners facilitant el diagnòstic.
La tècnica és fàcil d'implementar gràcies als avenços en fotografia digital, no es limita només a aplicacions científiques, aquesta tècnica de falsos colors també s'utilitza per a composicions artístiques.